# Мадингу (округ)
Мади́нгу (фр. Madingou) — округ в Республике Конго, входит в состав департамента Буэнза. Население на 28 апреля 2007 года — 62 800 человек. Центр — город Мадингу.